# Жена Василиковска
Жена Василиковска (укр. Женя Васильківська; Ковељ, 6. јануар 1929 — Вашингтон, 25. април 2021) је била украјинска песникиња и преводилац, књижевни критичар, члан Њујоршке групе песника.

## Биографија
Рођена је 6. јануара 1929. у Ковељу. Напустила је Украјину 1944. године. Прво је живела у Линцу, где је завршила средњу школу. Године 1951. се преселила у Сједињене Америчке Државе, где се настанила у Њујорку. Дипломирала је филологију у Сједињеним Америчким Државама на Универзитету Колумбија. Убрзо је докторирала филозофију, одбранивши дисертацију о француском песнику Сен Џону Персу. Године 1968. се удала за доктора Озгуда. Након дипломирања је предавала француски језик у разним образовним институцијама, а касније је радила као политички консултант за владу Сједињених Америчких Држава. Њени радови су објављивани у њујоршком New Poetry 1961—1962, међу којима су збирка оригиналних песама Short Distances (1959), као и њени преводи углавном француских аутора поезија попут Жака Превера и Жана Ануја. Живела је у Северној Вирџинији. Њене песме су укључене у све три антологије песника њујоршке групе објављене у то време. Преминула је 25. априла 2021. у Вашингтону.

### Сопствена дела
- Жена Василиковска (1959). Short distances. Њујорк: Удружење украјинских писаца Слово, 1959. 63 страна.
  - (пољски превод) Жена Василиковска, Short distances (2019). Превод са украјинског: Тадеуш Кошћушко. Лублин: Епистеме. 187 страна.   9788365172822. (двојезично издање: пољско и украјинско)

### Преводи на украјински језик
- Жан Ануј (1962). Antigone. Уводни чланак и превод са француског језика: Жена Василиковска. Минхен. 64 страна.